# 伍德維爾 (紐約州安大略縣)
伍德維爾（英語：Woodville）是位於美國紐約州安大略縣的非建制地區。

## 地理
伍德維爾所處的海拔為高於海平面210米（即689英呎），而該地所採用的時區為UTC-5，即北美东部时区（EST）。同時該地設有夏令時間，為UTC-5調快一小時，即UTC-4（EDT）。